# Carl Edwards

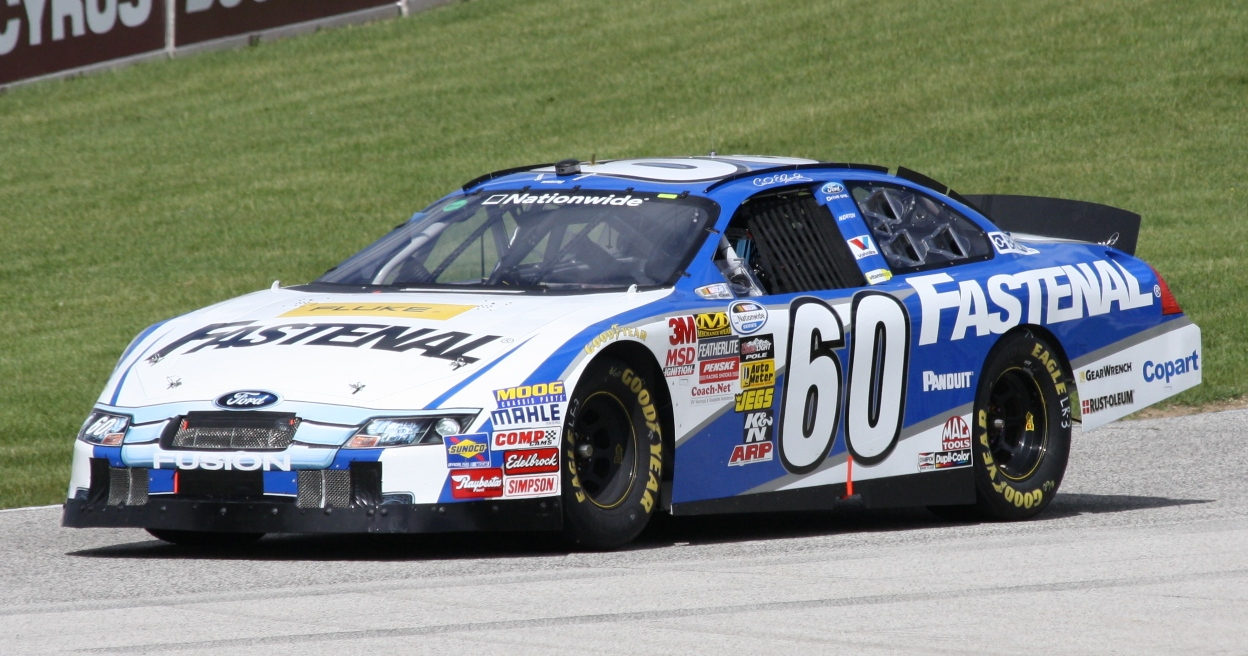
Edwards in 2010

Carl Michael Edwards II (Columbia (Missouri), 15 augustus 1979) is een Amerikaans autocoureur die actief is in de NASCAR Sprint Cup voor Roush Fenway Racing.

## Carrière
Edwards startte zijn NASCAR-carrière in 2002 in de Busch Series en de Craftsman Truck Series. In 2003 behaalde hij zijn eerste overwinning in de Truck Series op de Kentucky Speedway, twee jaar later volgde een eerste overwinning in de Busch Series toen hij won op de Atlanta Motor Speedway. In 2007 won hij de titel in de Busch Series, de huidige Nationwide Series. In 2006, 2008, 2009 en 2010 werd hij vice-kampioen.
In 2004 debuteerde hij in de Nextel Cup, de huidige Sprint Cup. Een jaar later reed hij fulltime het kampioenschap en won hij de Golden Corral 500, de Pocono 500, de Bass Pro Shop MBNA 500 en de eerste editie van de Dickies 500 op de Texas Motor Speedway en werd derde in het kampioenschap.
In 2007 won hij drie races in de Sprint Cup en werd negende in de eindstand. In 2008 won hij negen races, waaronder de Ford 400, de seizoensafsluiter op de Homestead-Miami Speedway. Hij behaalde twee overwinningen meer als Jimmie Johnson, die wel het kampioenschap won. Edwards werd tweede in de eindstand dat jaar. In 2009 won hij geen races en had een zware crash tijdens de Aaron's 499 op de Talladega Superspeedway. In 2010 reed hij een zevende seizoen voor Roush Fenway Racing en won hij de laatste twee races van het jaar, de Kobalt Tools 500 en de Ford 400. In 2011 won hij de Kobalt Tools 400 en werd vicekampioen met gelijke punten als kampioen Tony Stewart.
In 2017 besloot hij ermee te stoppen. Het 2016 seizoen was zijn laatste seizoen als NASCAR rijder.

## Resultaten in de NASCAR Sprint Cup
Sprint Cup resultaten (aantal gereden races, polepositions, gewonnen races en positie in het kampioenschap)
| Jaar | Races | Polepositions | Overwinningen | Kampioenschap |
| ---- | ----- | ------------- | ------------- | ------------- |
| 2004 | 13    | 0             | 0             | 37e           |
| 2005 | 36    | 2             | 4             | 3e            |
| 2006 | 36    | 0             | 0             | 12e           |
| 2007 | 36    | 1             | 3             | 9e            |
| 2008 | 36    | 1             | 9             | 2e            |
| 2009 | 36    | 0             | 0             | 11e           |
| 2010 | 36    | 3             | 2             | 4e            |
| 2011 | 36    | 4             | 1             | 2e            |
| 2012 | 36    | 2             | 0             | 15e           |
| 2013 | 36    | 2             | 2             | 13e           |
| 2014 | 36    | 0             | 2             | 9e            |
| 2015 | 36    | 3             | 2             | 5e            |
| 2016 | 36    | 6             | 3             | 4e            |